# City Singler
City Singler består af de fem skuespillere Trine Gadeberg, Anne Sofie Espersen, Anne Louise Hassing Sofie Lassen-Kahlke og Kaya Brüel (sidstnævnte udskiftede Vicki Berlin i 2011).
Trine Gadeberg fik oprindelig ideen til en kvindelige kvartet, og alle fire kvinder bidrager med humoristiske ideer fra kvinde-universet. Sofie Lassen-Kahlke har også tidligere været en del af showet. De to første shows har hovedsageligt tekst/musik af Vase & Fuglsang og Ebbe Ravn.
I 2010 optrådte de med det første show kaldet Sko, håb og Kærlighed. Forestillingen, der blev betegnet som en slags blanding af Sex and the City og Ørkenens Sønner, blev en pæn publikums og anmelder-succes og blev siden udgivet på DVD.
I foråret 2012 var der premiere på en fortsættelse: Frækkere i 2'eren, som Magasinet KBH dog kun gav én ud af seks stjerner, og Dagbladet Informations anmelder gav også en lunken anmelder.
I foråret 2014 lavede de det tredje show kaldet Trimmet i 3-kanten, der fik tre ud af seks stjerner i både Magasinet KBH og Berlingske.
I 2017 opførte de showet Taget på sengen, som siden mortenbuckhøj.dk kun gav to ud af seks stjerner, og skrev at de var "løbet tør for ideer", mens BT gav fire ud af seks stjerner.
I 2019 havde de 10-års jubilæum med showet Gammel vin på nye tasker, som fik fire ud af seks stjerner i Nordjyske Stiftstidende.

## Shows
- 2010 Sko, håb og Kærlighed
- 2012 Frækkere i 2'eren
- 2014 Trimmet i 3-kanten
- 2017 Taget på sengen
- 2019 Gammel vin på nye tasker